# World Amateur Radio Day

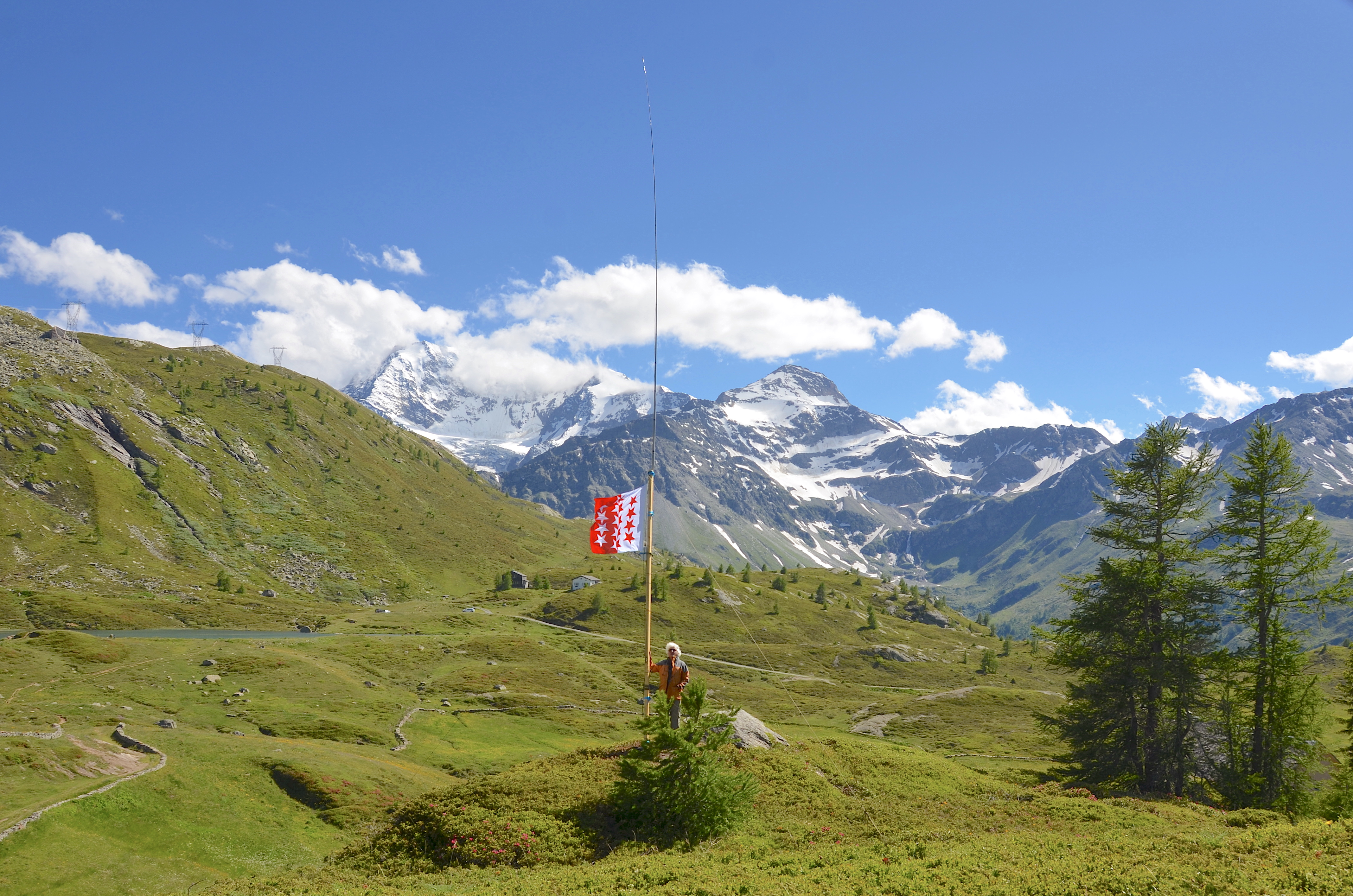
Vertikale Dipolantenne eines Schweizer Kurzwellen-Funkamateurs mit Flagge des Kanton Wallis.

Der World Amateur Radio Day („Tag des Amateurfunks“) findet jährlich am 18. April statt und erinnert an den Gründungstag der International Amateur Radio Union (IARU) im Jahr 1925 in Paris.
Zwei Jahre nach Gründung der IARU wurden den Funkamateuren auf der Weltfunkkonferenz (International Radiotelegraph Conference) eigene Frequenzbänder mit den Wellenlängen von 160, 80, 40, 20 und 10 Metern zugeteilt. Die Internationale Fernmeldeunion ITU (International Telecommunication Union) erkennt die IARU als Vertreterin der Interessen der Funkamateure an. Im Jahr des hundertjährigen Jubiläums der IARU gab es weltweit rund dreieinhalb Millionen lizenzierte Funkamateure.
Der World Amateur Radio Day ist der Tag, an dem IARU-Mitglieder-Organisationen (z. B. in der Schweiz die USKA) ihre Möglichkeiten dem Publikum zeigen und die Freundschaft mit anderen Funkamateuren auf der ganzen Welt teilen. An diesem Tag sind weltweit viele Funkstationen mit einem Sonderrufzeichen aktiv. Zum Beispiel wird in der Schweiz die Funkstation HB9WARD zu hören sein. In diesem Rufzeichen steht das Suffix „WARD“ für World Amateur Radio Day.
In Anbetracht der weltweiten Pandemie hatte die IARU beschlossen, dem World Amateur Radio Day vom 18. April 2021 das Thema „Amateur Radio – Home but Never Alone“ („Amateurfunk – Zuhause, aber nie allein“) zuzuschreiben. Die weltweite Funkergemeinschaft hat mit ihrer Tätigkeit positiv auf die Pandemie reagiert. Sie hilft, die Verbreitung des Virus einzudämmen und sie hilft, die Vereinsamung von Menschen zu mindern.
Die IARU hatte dazu ein Poster freigegeben, das von den Interessierten frei heruntergeladen und zur Bekanntmachung des Radio-Tages weiterverbreitet werden kann.